# Seu de l'Editorial Sopena
La seu de l'Editorial Sopena era un edifici situat al carrer de Provença, 93-97 de Barcelona i amb una superfície de 4.572 m², actualment desaparegut.

## Història
El 1906, l'editorial Ramon Sopena s'instal·là al número 95 del carrer de Provença, en un petit local industrial de línies modernistes projectat per l'arquitecte Bonaventura Pollès, que meresqué la següent ressenya: «La tipografía de los Sres. Sopena, pequeño edificio industrial, cuyo interior es correcto y cuya fachada revela una nota artística mejor pensada que ejecutada.» L'edifici fou ampliat i reformat per Eduard Mercader el 1909 i 1912 als solars adjacents dels números 93 i 97 per a allotjar-hi tant la impremta com l'editorial.
El 1926, i per tal d'unificar les tres parcel·les ocupades pel conjunt, Melcior Vinyals hi va projectar una nova façana neorenaixentista, que es va convertir en una icona del barri durant setanta anys, fins que l'octubre del 1996 l'edifici va ser enderrocat per la immobiliària Metro-3 per a construir-hi l'actual bloc d'habitatges. Malgrat la forta oposició dels veïns, que en reclamaven la preservació i van organitzar-hi diverses accions, l'Ajuntament va considerar que l'edifici, que en aquell moment no estava catalogat, no tenia cap valor arquitectònic. Per a compensar-los, va pactar amb la immobiliària la creació dels actuals jardins de Maria Mercè Marçal. Posteriorment, alguns dels elements més característics de la desapareguda façana van ser integrats en un mural de collage ceràmic situat als jardins, obra de l'artista Jordi Gispert.

## Descripció
La façana era tripartita, amb un cos central de planta baixa i quatre pisos, rematat per dues torres, i dos laterals de planta baixa i dos pisos amb una torre a cada extrem. Els portals centrals tenien una llinda recarregada amb un cap de dona amb trenes frondoses, i dos bustos als extrems, que semblen correspondre a Cervantes i a una escriptora renaixentista. Els baixos del cos central, lleugerament corbat, estaven decorats amb rajoles blaves, disposades entre les finestres, i a la part superior hi figurava un plafó de rajoles grogues amb el nom «Editorial Ramón Sopena». A les portes de ferro forjat hi havia llorers i un altre cap de dona. Les finestres del primer pis dels cossos laterals estaven coronades per llindes molt ornamentades i flanquejades per pilastres. Al segon pis, les finestres eren d'arc de mig punt i estaven rematades amb sanefes de rajoles, que donaven a la façana una gran vistositat sobre el fons gris blavós predominant de tot el conjunt. El coronament tenia una balustrada amb grans gerros. Les torres centrals remataven amb una galeria triforada i un frontó clàssic, mentre que les laterals tenien un remat escultòric i un medalló amb l'emblema de l'editorial, un griu amb un llibre i una torxa a la mà i un filacteri amb el lema Nulle dies sine lines.

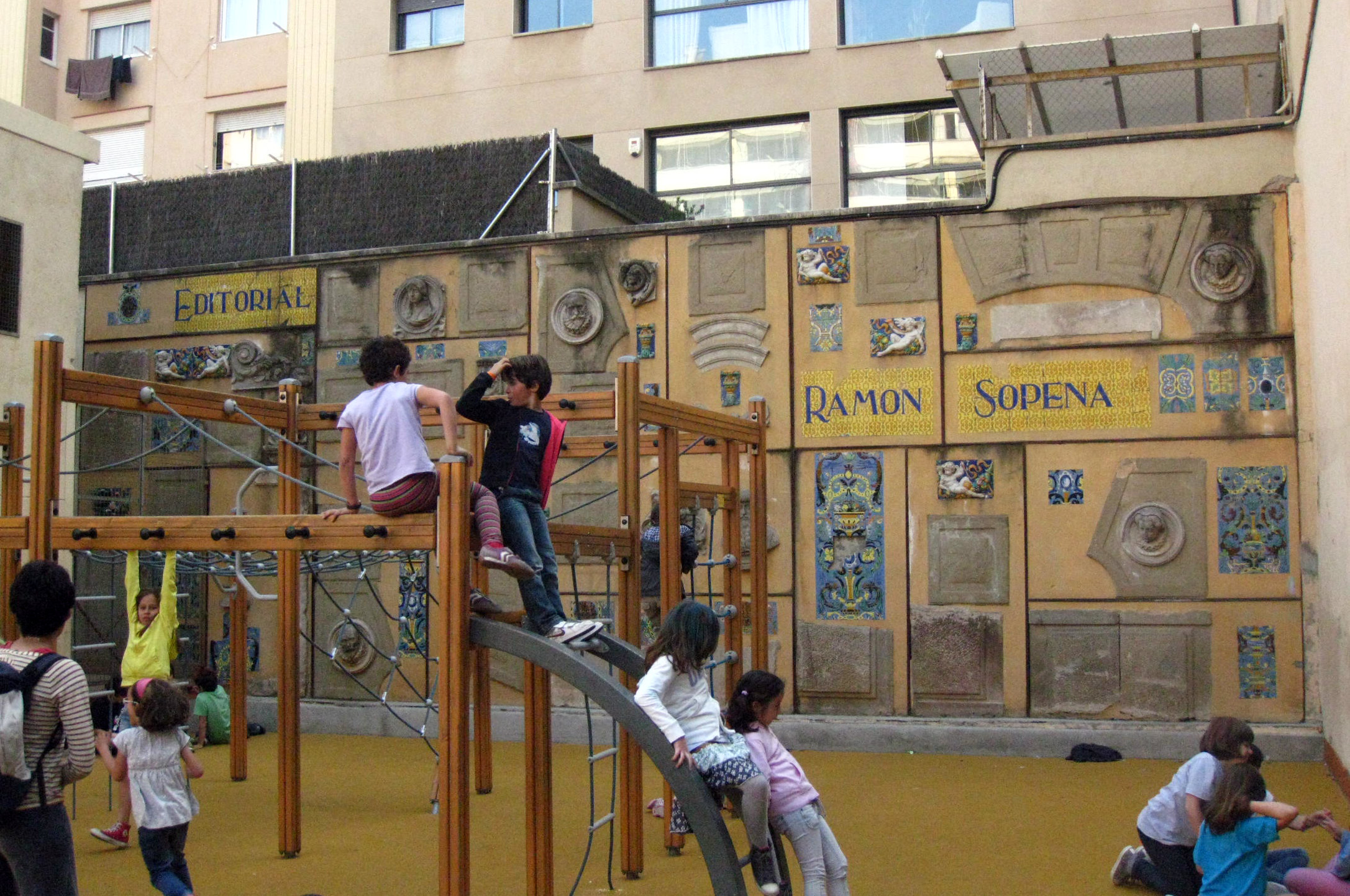
Mural de Jordi Gispert als jardins de Maria Mercè Marçal